# Primera División 1940-1941 (Spagna)
La Primera División 1940-1941 è stata la 10ª edizione della massima serie del campionato spagnolo di calcio, disputata tra il 29 settembre 1940 e il 2 marzo 1941 e concluso con la vittoria dell'Atlético Aviación, al suo secondo titolo consecutivo.
Capocannoniere del torneo è stato Pruden Sánchez (Atlético Aviación) con 33 reti.

## Stagione

### Novità
L'Oviedo fu ammesso in Primera División dopo che l'anno precedente era stato escluso per indisponibilità del campo (bombardato durante la guerra civile spagnola). Inoltre dalla Segunda División venne promosso il Murcia FC.

### Formula
In vista del futuro allargamento a 14 squadre (in vigore dalla stagione successiva), furono abolite le retrocessioni dirette. Vennero istituiti al loro posto degli spareggi interdivisionali che le ultime due squadre classificate dovettero sostenere contro la terza e la quarta squadra classificata nel gruppo promozione della Segunda División (le prime due classificate invece ottenevano la promozione diretta).

## Classifica finale
|  | Pos. | Squadra           | Pt | G  | V  | N | P  | GF | GS | DR  |
|  | ---- | ----------------- | -- | -- | -- | - | -- | -- | -- | --- |
|  | 1.   | Atlético Aviación | 33 | 22 | 13 | 7 | 2  | 70 | 36 | +34 |
|  | 2.   | Athletic Bilbao   | 31 | 22 | 13 | 5 | 4  | 49 | 24 | +25 |
|  | 3.   | Valencia          | 27 | 22 | 11 | 5 | 6  | 60 | 52 | +8  |
|  | 4.   | Barcellona        | 27 | 22 | 13 | 1 | 8  | 55 | 45 | +10 |
|  | 5.   | Siviglia          | 26 | 22 | 12 | 2 | 8  | 70 | 43 | +27 |
|  | 6.   | Madrid CF         | 24 | 22 | 11 | 2 | 9  | 51 | 38 | +13 |
|  | 7.   | Español           | 22 | 22 | 10 | 2 | 10 | 50 | 54 | -4  |
|  | 8.   | Oviedo            | 16 | 22 | 7  | 2 | 13 | 36 | 63 | -27 |
|  | 9.   | Hércules          | 16 | 22 | 7  | 2 | 13 | 28 | 67 | -39 |
|  | 10.  | Celta Vigo        | 15 | 22 | 7  | 1 | 14 | 45 | 51 | -6  |
|  | 11.  | Saragozza         | 14 | 22 | 5  | 4 | 13 | 26 | 41 | -15 |
|  | 12.  | Murcia FC         | 13 | 22 | 5  | 3 | 14 | 29 | 55 | -26 |

Legenda:
      Campione di Spagna.
  Partecipa allo spareggio interdivisionale.
      Retrocesse in Segunda División 1941-1942.
Regolamento:
Due punti a vittoria, uno a pareggio, zero a sconfitta.
In caso di arrivo di due o più squadre a pari punti, la graduatoria verrà stilata secondo la classifica avulsa tra le squadre interessate che prevede, in ordine, i seguenti criteri:
- Punti negli scontri diretti.
- Differenza reti negli scontri diretti.
- Differenza reti generale.
- Reti realizzate in generale.

## Risultati

### Tabellone
|                   | Ath  | AtA  | Bar  | Cel  | Esp  | Hér  | Mad  | Mur  | Ovi  | Sar  | Siv  | Val  |
| ----------------- | ---- | ---- | ---- | ---- | ---- | ---- | ---- | ---- | ---- | ---- | ---- | ---- |
| Athletic Bilbao   | –––– | 0-5  | 3-1  | 4-1  | 6-2  | 4-0  | 3-1  | 6-1  | 2-1  | 0-0  | 2-1  | 5-0  |
| Atlético Aviación | 1-1  | –––– | 4-4  | 5-4  | 5-3  | 7-1  | 3-1  | 6-0  | 3-0  | 3-1  | 3-1  | 2-2  |
| Barcellona        | 1-0  | 2-4  | –––– | 2-0  | 2-3  | 3-2  | 3-0  | 3-0  | 7-0  | 2-0  | 4-0  | 4-3  |
| Celta Vigo        | 1-2  | 0-2  | 1-4  | –––– | 7-1  | 2-0  | 1-2  | 5-1  | 3-1  | 1-0  | 2-2  | 6-2  |
| Español           | 1-1  | 2-3  | 3-1  | 4-1  | –––– | 1-2  | 3-2  | 2-1  | 5-0  | 3-0  | 4-3  | 2-1  |
| Hércules          | 1-0  | 3-3  | 1-3  | 0-5  | 3-2  | –––– | 0-3  | 4-0  | 3-0  | 1-0  | 1-0  | 0-2  |
| Madrid CF         | 0-1  | 1-4  | 1-2  | 3-1  | 4-1  | 5-3  | –––– | 2-1  | 1-0  | 6-0  | 4-1  | 6-1  |
| Murcia FC         | 1-3  | 1-1  | 1-3  | 3-0  | 3-1  | 0-0  | 3-1  | –––– | 1-2  | 1-0  | 2-1  | 2-5  |
| Oviedo            | 0-2  | 4-3  | 3-1  | 4-3  | 3-3  | 6-0  | 0-2  | 2-1  | –––– | 5-4  | 0-4  | 3-3  |
| Saragozza         | 2-2  | 1-1  | 2-1  | 1-0  | 0-3  | 7-0  | 1-1  | 2-1  | 3-0  | –––– | 0-3  | 1-2  |
| Siviglia          | 1-0  | 1-1  | 11-1 | 3-0  | 3-1  | 8-3  | 5-4  | 3-2  | 4-1  | 4-1  | –––– | 10-3 |
| Valencia          | 2-2  | 3-1  | 3-1  | 5-1  | 3-0  | 6-0  | 1-1  | 3-3  | 5-1  | 1-0  | 4-1  | –––– |

## Spareggi

### Spareggio interdivisionale
|                | Risultati |                     | Luogo e data          |
| -------------- | --------- | ------------------- | --------------------- |
| Real Saragozza | 2-3       | Castellón           | Madrid, 2 maggio 1941 |
| Murcia FC      | 1-2       | Deportivo La Coruña | Madrid, 4 maggio 1941 |
|                |           |                     |                       |

## Statistiche

### Squadre

#### Capoliste solitarie
|    | ——       | ——       | —— | ——  | —— | ——  | —— | —— | ——  | ——  | ——                | ——                | ——                | ——                | ——                | ——                | ——  | ——  | ——  | ——  | ——  | —— |  |
|    | Siviglia | Siviglia |    | Siv |    | Siv |    |    |     |     | Atlético Aviación | Atlético Aviación | Atlético Aviación | Atlético Aviación | Atlético Aviación | Atlético Aviación |     |     |     |     | AtA |    |  |
|    |          |          |    |     |    |     |    |    |     |     |                   |                   |                   |                   |                   |                   |     |     |     |     |     |    |  |
|    |          |          |    |     |    |     |    |    |     |     |                   |                   |                   |                   |                   |                   |     |     |     |     |     |    |  |
| 1ª | 2ª       | 3ª       | 4ª | 5ª  | 6ª | 7ª  | 8ª | 9ª | 10ª | 11ª | 12ª               | 13ª               | 14ª               | 15ª               | 16ª               | 17ª               | 18ª | 19ª | 20ª | 21ª | 22ª |    |  |

#### Primati stagionali
- Maggior numero di vittorie: Atlético Aviación, Athletic Bilbao e Barcellona (13)
- Minor numero di sconfitte: Atlético Aviación (2)
- Migliore attacco: Atlético Aviación, Siviglia (70 reti segnate)
- Miglior difesa: Athletic Bilbao (24 reti subite)
- Miglior differenza reti: Atlético Aviación (+34)
- Maggior numero di pareggi: Atlético Aviación (7)
- Minor numero di pareggi: Barcellona, Celta Vigo (1)
- Maggior numero di sconfitte: Celta Vigo, Murcia (14)
- Minor numero di vittorie: Saragozza, Murcia (5)
- Peggior attacco: Saragozza (26 reti segnate)
- Peggior difesa: Hércules (67 reti subite)
- Peggior differenza reti: Hércules (-39)